# Lukáš Hlavica
Lukáš Hlavica (* 7. října 1965 Praha) je český rozhlasový a televizní herec, dabér a divadelní a rozhlasový režisér.

## Život
Pochází z umělecké rodiny, jeho dědeček i otec byli herci, strýc je operní pěvec. Maminka je také filmová a televizní herečka. Absolvoval obor herectví na pražské DAMU. V současné době zde působí jako pedagog. Je znám jako úspěšný dabér, dále se věnuje divadelní režii. Jeho manželkami byly herečky nejprve Bára Kodetová, poté Klára Melíšková, s níž vychovávají dceru a syna.

## Filmografie, výběr

### Divadelní režie
- Fjodor Michajlovič Dostojevskij: Bratři Karamazovi, Dejvické divadlo
- Melissa James Gibsonová: [sic], Dejvické divadlo
- Jean Dell, Gérard Sibleyras: Takový žertík, Divadlo Na Jezerce
- Alan Ayckbourn: Nadílka, Divadlo Na Jezerce
- Niccolò Machiavelli: Mandragora, Divadlo Na Jezerce

### Rozhlasové režie
- 2014 John Millington Synge: Studna světců, překlad Ondřej Pilný, hudba Jan Trojan, dramaturgie Renata Venclová. Hrají: Martin Doul (Viktor Preiss), Mary Doulova (Simona Stašová), Timmy, kovář (David Novotný), Molly Byrneova (Andrea Elsnerová), Světec (Jaroslav Plesl), Bride (Lucie Polišenská), lidé (Vojtěch Bartoš, Ondřej Vacke, Michal Necpál, Tereza Krippnerová, Josefína Voverková, Marie Radová a Iva Holubová), Český rozhlas
- 2017 Florian Zeller : Pravda, překlad Michal Zahálka,. Osoby a obsazení: Ivan Trojan, Dana Černá, Helena Dvořáková, Hynek Čermák; Český rozhlas.
- 2020 Alois Jirásek: Lucerna – nové rozhlasové zpracování k 90. výročí úmrtí autora. Rozhlasová úprava Lukáš Hlavica a Renata Venclová, hudba Matěj Kroupa, dramaturgie Renata Venclová, režie Lukáš Hlavica. Osoby a obsazení: Mlynář (Petr Lněnička), Kněžna (Helena Dvořáková), Vrchní (Ivan Trojan), Vodník Ivan (František Němec), Hanička (Tereza Císařová), Klásková (Petra Špalková), Babička (Daniela Kolářová), Vodník Michal (Ondřej Rychlý), Klásek (David Novotný), Zima (Miroslav Krobot), Braha (Jan Vlasák), Sejtko (Václav Vydra), Zajíček (Jaroslav Plesl), Mušketýr (Igor Bareš), Franc (Jaromír Dulava), Dvořan (Kamil Halbich) a další.[1] V roce 2016 načetl audioknihu Mise Afghánistán (vydala Audiotéka) a v roce 2019 načetl titul Zlatý dům (vydala Audiotéka) a titul Tiché lži (vydala Audiotéka).
- 2023 Yasmina Reza: Bella figura, podle překladu Michala Lázňovského, dramaturgie Klára Novotná, režie Lukáš Hlavica. Hrají: Petra Bučková, Jiří Dvořák, Andrea Elsnerová, Kamil Halbich a Libuše Švormová. Natočeno v Českém rozhlasu v roce 2023.

### Televizní role
- 2015 Labyrint
- 2014 Osmy
- 2006 Swingtime
- 2005 Jasnovidec, Otázka pohledu
- 2004 In nomine patris
- 2003 Město bez dechu, Nekonečná neděle, Vrah jsi ty!
- 1999 Specialita šéfkuchaře
- 1997 Žena v kleci
- 1996 Jakub a Modřínka
- 1993 O zázračné mouše
- 1992 Růžový květ
- 1991 Pohádka o touze
- 1989 Fubu, Víš jak zpívá zvonek...?
- 1988 Libeňský čaroděj
- 1980 Had z ráje

### Dabing
- 2013 Nespoutaný Django – Jamie Foxx (Django)
- 2012 Argo – Ben Affleck (Tony Mendez)
- 2012 Asterix a Obelix ve službách Jejího Veličenstva – Luca Zingaretti (generál)
- 2012 Den zrady – Philip Seymour Hoffman (Paul Zara)
- 2012 Knoflíková válka – Kad Merad (otec Lebrac)
- 2012 Muži, kteří nenávidí ženy – Daniel Craig (Mikael Blomkvist)
- 2012 Muži v černém 3 – Jemaine Clement (Boris)
- 2012 Navždy spolu – Sam Neill (Bill Thornton)
- 2012 Sněhurka – Sean Bean (král)
- 2012 Vrtěti ženou – Rupert Everett (Edmund St. John-Smythe)
- 2011 Kung Fu Panda 2 – Victor Garber (Mistr Hromový Nosorožec)
- 2011 Poslední pokušení Krista – Gary Basaraba (Ondřej)
- 2011 Spy Kids 4D: Stroj času – Jeremy Piven (Danger/Časoměřič/Tik-ťak)
- 2011 Tintinova dobrodružství – Tony Curran (Delcourt)
- 2011 Transformers 3 – Patrick Dempsey (Dylan Gould)
- 2010 Bratři Bloomovi – Mark Ruffalo (Stephen)
- 2010 Ctihodný občan – Gerard Butler (Clyde Shelton)
- 2010 Iron Man 2 – Mickey Rourke (Ivan Vanko / Whiplash)
- 2010 Karate Kid – Jackie Chan (pan Han)
- 2010 Noční rande – Ray Liotta (Joe Miletto)
- 2010 Percy Jackson: Zloděj blesku – Sean Bean (Zeus)
- 2009–současnost Námořní vyšetřovací služba – Rocky Carroll (Leon Vance)
- 2009 G. I. Joe – Brendan Fraser (Seržant Stone)
- 2009 Hannah Montana – Billy Ray Cyrus (Robby)
- 2009 Jindřich VIII. – Sean Bean (Robert Aske), Derek Jacobi (Vypravěč)
- 2009 Kurýr 2 – Jason Statham (Frank Martin)
- 2009 Pravěk útočí – Ben Miller (James Lester)
- 2009 Ve jménu otce – Daniel Day-Lewis (Jerry Conlon)
- 2009 Veřejný nepřítel č. 1 – Roy Dupuis (Jean-Paul Mercier)
- 2009 Vévodkyně – Ralph Fiennes (Vévoda z Devonshire)
- 2009 Zlodějská partie – Antonio Banderas (Gabriel Martin)
- 2008 Tropická bouře – Robert Downey Jr. (Kirk Lazarus)
- 2008 Gándhí – Ben Kingsley (Gándhí)
- 2008 Horton – Will Arnett (Vlad)
- 2008 Kung Fu Panda – Michael Clarke Duncan (velitel Vachir)
- 2008 Madagaskar 2: Útěk do Afriky – Bernie Mac (Zuba)
- 2008 Mnichov – Daniel Craig (Steve)
- 2008 Mumie: Hrob Dračího císaře – Brendan Fraser (Rick O’Connell)
- 2008 Reservation Road – Mark Ruffalo (Dwight Arno)
- 2007 Bourneovo ultimátum – Paddy Considine (Simon Ross)
- 2007 Edith Piaf – Marc Barbé (Raymond Asso)
- 2007 Harry Potter a Fénixův řád – George Harris (Kingsley Pastorek)
- 2007 Pan Včelka – Patrick Warburton (Ken)
- 2007 Smrtonosná past 4.0 – Cliff Curtis (Bowman)
- 2007 Zodiac – Anthony Edwards (William Armstrong)
- 2006 Eragon – John Malkovich (Galbatroix)
- 2006 Spláchnutej – Bill Nighy (Albín)
- 2006 V jako Vendeta – Hugo Weaving (V / William Rookwood)
- 2005 Constantine – Djimon Hounsou (Midnite)
- 2005 Dannyho parťáci – Bernie Mac (Frankie Cattone)
- 2005 Kruh 2 – Simon Baker (Max Rourke)
- 2005 Sin City – město hříchu – Mickey Rourke (Marv)
- 2004 Pán prstenů: Návrat krále – Sean Bean (Boromir)
- 2003 Smrtonosná past 3 – Samuel L. Jackson (Zeus Carver)
- 2002 Čistá duše – Josh Lucas (Hansen)
- 2002 Pán prstenů: Společenstvo Prstenu – Sean Bean (Boromir)
- 2001 Vertical Limit – Bill Paxton (Elliot Vaughn)
- 2000 Koule – Samuel L. Jackson (Harry Adams)
- 1999 Manželé z roku II – Sami Frey (markýz de Geron)
- 1999 Vyhlídka na vraždu – Christopher Walken (Max Zorin)
- 1995 Rudá Soňa – Arnold Schwarzenegger (Kalidor)

## Rozhlasové role
- 1994 Oldřich Daněk: Vzpomínka na Hamleta, Český rozhlas, hráli: Královna norská (Marta Vančurová), Klaudius (Josef Vinklář), Horatio (Lukáš Hlavica), Kapitán (Jiří Klem) a hlášení a odhlášení (Hana Brothánková), dramaturgie: Oldřich Knitl, režie: Josef Henke[2]
- 2018 Vladislav Vančura: Markéta Lazarová, četl: Lukáš Hlavica, režie: Markéta Jahodová.
- 2019 Milan Kundera: Nesmrtelnost, 2019, Český rozhlas. Četbu na pokračování pro rozhlas připravil Tomáš Sedláček. Účinkuje Lukáš Hlavica. Režie Aleš Vrzák.